# Eatoniella notata
Eatoniella notata is een slakkensoort uit de familie van de Eatoniellidae. De wetenschappelijke naam van de soort is voor het eerst geldig gepubliceerd in 1977 door Ponder & Yoo.